# The Rookie (Fernsehserie)/Episodenliste
Diese Episodenliste enthält alle Episoden der US-amerikanischen Dramedy The Rookie, sortiert nach der US-amerikanischen Erstausstrahlung. Die Fernsehserie umfasst derzeit sieben Staffeln mit 126 Episoden.

## Übersicht
| Staffel | Episodenanzahl | Erstausstrahlung USA | Erstausstrahlung USA | Deutschsprachige Erstveröffentlichung | Deutschsprachige Erstveröffentlichung |
| Staffel | Episodenanzahl | Premiere             | Finale               | Premiere                              | Finale                                |
| ------- | -------------- | -------------------- | -------------------- | ------------------------------------- | ------------------------------------- |
| 1       | 20             | 16. Oktober 2018     | 16. April 2019       | 4. Juni 2019                          | 6. August 2019                        |
| 2       | 20             | 29. September 2019   | 10. Mai 2020         | 24. April 2020                        | 26. Juni 2020                         |
| 3       | 14             | 3. Januar 2021       | 16. Mai 2021         | 21. Mai 2021                          | 2. Juli 2021                          |
| 4       | 22             | 26. September 2021   | 15. Mai 2022         | 25. Mai 2022                          | 3. August 2022                        |
| 5       | 22             | 25. September 2022   | 2. Mai 2023          | 5. Juli 2023                          | 27. September 2023                    |
| 6       | 10             | 20. Februar 2024     | 21. Mai 2024         | 1. Mai. 2024                          | 3. Juli 2024                          |
| 7       | 18             | 7. Januar 2025       | 13. Mai 2025         | 24. Januar 2025                       | 23. Mai 2025                          |
| 8       | 18             | TBA                  | TBA                  | TBA                                   | TBA                                   |

## Staffel 1
Die Erstausstrahlung der ersten Staffel war vom 16. Oktober 2018 bis zum 16. April 2019 auf dem US-amerikanischen Sender ABC zu sehen. Die deutschsprachige Erstausstrahlung sendete der deutsche Pay-TV-Sender FOX vom 4. Juni bis zum 6. August 2019.
| Nr. (ges.) | Nr. (St.) | Deutscher Titel                          | Originaltitel                  | Erstausstrahlung USA | Deutschsprachige Erstausstrahlung (D/A/CH) | Regie            | Drehbuch                               | Zuschauer (USA) |
| ---------- | --------- | ---------------------------------------- | ------------------------------ | -------------------- | ------------------------------------------ | ---------------- | -------------------------------------- | --------------- |
| 1          | 1         | Neuanfang (Alternativ: Ein neuer Anfang) | Pilot                          | 16. Okt. 2018        | 4. Juni 2019                               | Liz Friedlander  | Alexi Hawley                           | 5,43 Mio.       |
| 2          | 2         | Crashkurs                                | Crash Course                   | 23. Okt. 2018        | 4. Juni 2019                               | Adam Davidson    | Alexi Hawley                           | 4,54 Mio.       |
| 3          | 3         | Vom Guten, Schlechten und Hässlichen     | The Good, the Bad and the Ugly | 30. Okt. 2018        | 11. Juni 2019                              | Greg Beeman      | Ally Seibert & Liz Alper               | 4,53 Mio.       |
| 4          | 4         | Der Tausch                               | The Switch                     | 13. Nov. 2018        | 11. Juni 2019                              | Toa Fraser       | Vincent Angell                         | 4,01 Mio.       |
| 5          | 5         | Jagdfieber                               | The Roundup                    | 20. Nov. 2018        | 18. Juni 2019                              | Nelson McCormick | Elizabeth Beall                        | 4,10 Mio.       |
| 6          | 6         | Der Fall des Falken                      | The Hawke                      | 27. Nov. 2018        | 18. Juni 2019                              | Timothy Busfield | Fredrick Kotto                         | 4,38 Mio.       |
| 7          | 7         | Hollywood auf Streife                    | The Ride Along                 | 4. Dez. 2018         | 25. Juni 2019                              | Cherie Nowlan    | Robert Bella                           | 4,20 Mio.       |
| 8          | 8         | Der Todeszeitpunkt                       | Time of Death                  | 11. Dez. 2018        | 25. Juni 2019                              | Michael Goi      | Brynn Malone                           | 4,27 Mio.       |
| 9          | 9         | Lügen und Einsichten                     | Standoff                       | 8. Jan. 2019         | 2. Juli 2019                               | John Terlesky    | Alexi Hawley                           | 3,95 Mio.       |
| 10         | 10        | Fleisch und Blut                         | Flesh and Blood                | 15. Jan. 2019        | 2. Juli 2019                               | Jessica Yu       | Inda Craig-Galvan                      | 3,83 Mio.       |
| 11         | 11        | Redwood                                  | Redwood                        | 22. Jan. 2019        | 9. Juli 2019                               | Sylvain White    | Ally Seibert & Liz Alper               | 3,84 Mio.       |
| 12         | 12        | Gebrochene Herzen                        | Heartbreak                     | 12. Feb. 2019        | 9. Juli 2019                               | Carol Banker     | Vincent Angell                         | 3,64 Mio.       |
| 13         | 13        | Die Versuchung                           | Caught Stealing                | 19. Feb. 2019        | 16. Juli 2019                              | Omar Madha       | David Radcliff                         | 3,54 Mio.       |
| 14         | 14        | 100 Tage Rookie                          | Plain Clothes Day              | 26. Feb. 2019        | 16. Juli 2019                              | Michael Goi      | Terence Paul Winter                    | 3,89 Mio.       |
| 15         | 15        | Menschenjagd                             | Manhunt                        | 5. März 2019         | 23. Juli 2019                              | Bill Johnson     | Robert Bella                           | 4,51 Mio.       |
| 16         | 16        | Vogelfrei                                | Greenlight                     | 19. März 2019        | 23. Juli 2019                              | Valerie Weiss    | Brynn Malone                           | 4,24 Mio.       |
| 17         | 17        | Das Erdbeben                             | The Shake Up                   | 26. März 2019        | 30. Juli 2019                              | Steve Robin      | Alexi Hawley                           | 4,24 Mio.       |
| 18         | 18        | Heimatfront                              | Homefront                      | 2. Apr. 2019         | 30. Juli 2019                              | April Mullen     | Bill Rinier & Natalie Callaghan        | 3,91 Mio.       |
| 19         | 19        | Die Checkliste                           | The Checklist                  | 9. Apr. 2019         | 6. Aug. 2019                               | John Fortenberry | Elizabeth Davis Beall & Fredrick Kotto | 3,63 Mio.       |
| 20         | 20        | Freier Fall                              | Free Fall                      | 16. Apr. 2019        | 6. Aug. 2019                               | Michael Goi      | Alexi Hawley                           | 4,06 Mio.       |

## Staffel 2
Die Erstausstrahlung der zweiten Staffel war vom 29. September 2019 bis zum 10. Mai 2020 auf dem US-amerikanischen Sender ABC zu sehen. Die deutschsprachige Erstausstrahlung sendete der deutsche Pay-TV-Sender FOX vom 24. April bis zum 26. Juni 2020.
| Nr. (ges.) | Nr. (St.) | Deutscher Titel    | Originaltitel          | Erstausstrahlung USA | Deutschsprachige Erstausstrahlung (D/A/CH) | Regie               | Drehbuch                                    | Zuschauer (USA) |
| ---------- | --------- | ------------------ | ---------------------- | -------------------- | ------------------------------------------ | ------------------- | ------------------------------------------- | --------------- |
| 21         | 1         | Skrupellos         | Impact                 | 29. Sep. 2019        | 24. Apr. 2020                              | Mike Goi            | Alexi Hawley                                | 4,11 Mio.       |
| 22         | 2         | Nachtschatten      | The Night General      | 6. Okt. 2019         | 24. Apr. 2020                              | Rob Bowman          | Fredrick Kotto                              | 3,83 Mio.       |
| 23         | 3         | Am Limit           | The Bet                | 13. Okt. 2019        | 1. Mai 2020                                | Barbara Brown       | Corey Miller                                | 3,60 Mio.       |
| 24         | 4         | Krieger und Hüter  | Warriors and Guardians | 20. Okt. 2019        | 1. Mai 2020                                | Lisa Demaine        | Brynn Malone                                | 3,76 Mio.       |
| 25         | 5         | Fangfragen         | Tough Love             | 27. Okt. 2019        | 8. Mai 2020                                | Rachel Feldman      | Vincent Angell                              | 3,24 Mio.       |
| 26         | 6         | Zeit der Angst     | Fallout                | 3. Nov. 2019         | 8. Mai 2020                                | Bill Johnson        | Robert Bella                                | 3,50 Mio.       |
| 27         | 7         | Sicher ist Sicher  | Safety                 | 10. Nov. 2019        | 15. Mai 2020                               | Sylvain White       | Terence Paul Winter                         | 3,73 Mio.       |
| 28         | 8         | Tatortreiniger     | Clean Cut              | 17. Nov. 2019        | 15. Mai 2020                               | Toa Fraser          | Mary Trahan                                 | 3,61 Mio.       |
| 29         | 9         | Grenzgänger        | Breaking Point         | 1. Dez. 2019         | 22. Mai 2020                               | Leslie Libman       | Alexi Hawley & Corey Miller                 | 3,36 Mio.       |
| 30         | 10        | Lebenslänglich     | The Dark Side          | 8. Dez. 2019         | 22. Mai 2020                               | Bill Roe            | Alexi Hawley                                | 3,70 Mio.       |
| 31         | 11        | Tag des Todes      | Day of Death           | 23. Feb. 2020        | 29. Mai 2020                               | David McWhirter     | Brynn Malone & Fredrick Kotto               | 4,92 Mio.       |
| 32         | 12        | Damals und heute   | Now and Then           | 1. März 2020         | 29. Mai 2020                               | C. Chi-Yoon Chung   | Robert Bella                                | 4,55 Mio.       |
| 33         | 13        | Aufarbeitung       | Follow-Up Day          | 8. März 2020         | 5. Juni 2020                               | Liz Friedlander     | Alexi Hawley                                | 5,12 Mio.       |
| 34         | 14        | Opfer              | Casualties             | 15. März 2020        | 5. Juni 2020                               | Sylvain White       | Bill Rinier                                 | 5,17 Mio.       |
| 35         | 15        | Hand ab            | Hand-Off               | 22. März 2020        | 12. Juni 2020                              | Michael Goi         | Vincent Angell & Mary Trahan                | 5,18 Mio.       |
| 36         | 16        | Nachts             | The Overnight          | 5. Apr. 2020         | 12. Juni 2020                              | Stephanie Marquardt | Corey Miller & Rachael Seymour              | 5,87 Mio.       |
| 37         | 17        | Undercover         | Control                | 12. Apr. 2020        | 19. Juni 2020                              | Marcus Stokes       | Alexi Hawley & Robert Bella                 | 4,57 Mio.       |
| 38         | 18        | Unter Druck        | Under the Gun          | 26. Apr. 2020        | 19. Juni 2020                              | Tori Garrett        | Terence Paul Winter & Elizabeth Davis Beall | 4,96 Mio.       |
| 39         | 19        | Ruhe vor dem Sturm | The Q Word             | 3. Mai 2020          | 26. Juni 2020                              | David McWhirter     | Natalie Callaghan & Nick Hurwitz            | 5,00 Mio.       |
| 40         | 20        | Die Jagd           | The Hunt               | 10. Mai 2020         | 26. Juni 2020                              | Bill Roe            | Alexi Hawley                                | 4,66 Mio.       |

## Staffel 3
Die Erstausstrahlung der dritten Staffel war vom 3. Januar bis zum 16. Mai 2021 auf dem US-amerikanischen Sender ABC zu sehen. Die deutschsprachige Erstausstrahlung sendete der deutsche Pay-TV-Sender FOX vom 21. Mai bis zum 2. Juli 2021. Die Ausnahme war die achte Episode, die am 11. Juni 2021 über Sky Premiere hatte. Bedingt durch die COVID-19-Pandemie wurden für diese Staffel nur 14 Episoden produziert.
| Nr. (ges.) | Nr. (St.) | Deutscher Titel                                      | Originaltitel            | Erstausstrahlung USA | Deutschsprachige Erstausstrahlung (D/A/CH) | Regie             | Drehbuch                                                       | Zuschauer (USA) |
| --- | --------- | ---------------------------------------------------- | ------------------------ | -------------------- | ------------------------------------------ | ----------------- | -------------------------------------------------------------- | --------------- |
| 41 | 1         | Abwärts (Alternativ: Konsequenzen)                   | Consequences             | 3. Jan. 2021         | 21. Mai 2021                               | Bill Roe          | Alexi Hawley                                                   | 3,44 Mio.       |
| Am Ende seines Trainings steht Nolan vor seiner bisher größten Herausforderung als Polizist. Er muss sich mit den Konsequenzen seiner Entscheidungen abfinden, die er auf der Suche nach der Wahrheit getroffen hat. |           |                                                      |                          |                      |                                            |                   |                                                                |                 |
| 42 | 2         | Eine Frage des Gewissens (Alternativ: Gerechtigkeit) | In Justice               | 10. Jan. 2021        | 21. Mai 2021                               | Michael Goi       | Brynn Malone & Fredrick Kotto                                  | 3,15 Mio.       |
| Um den Ruf der eigenen Polizeistation wieder herzustellen werden Nolan und Harper dazu auserkoren, freiwillig in einem Gemeindepolizeizentrum auszuhelfen. |           |                                                      |                          |                      |                                            |                   |                                                                |                 |
| 43 | 3         | Familienbande (Alternativ: Der Besuch)               | La Fiera                 | 17. Jan. 2021        | 28. Mai 2021                               | Sylvain White     | Terence Paul Winter & Natalie Callaghan                        | 3,76 Mio.       |
| Nachdem sie sich von ihrem Verlobten getrennt hat, stattet Nolans Mutter ihrem Sohn einen unerwarteten Besuch ab, der Nolans Leben auf den Kopf stellt. Währenddessen erwägt Sergeant Grey seinen Job aufzugeben. |           |                                                      |                          |                      |                                            |                   |                                                                |                 |
| 44 | 4         | Sabotage (Alternativ: Eiszeit)                       | Sabotage                 | 24. Jan. 2021        | 28. Mai 2021                               | Daniel Willis     | Vincent Angell & Diana Mendez Boucher                          | 3,39 Mio.       |
| Als die Beziehung zwischen Officer Jackson West und seinem neuen rassistischen Ausbildungsoffizier Doug Stanton eskaliert, bittet West Sergeant Grey um Hilfe. Währenddessen sorgt Nolans Mutter unbewusst für großen Ärger, nachdem sie der ganzen Wache etwas von ihrem neuerworbenen CBD-Öl verkauft und die Polizisten fortan an heftigem Ausschlag leiden. |           |                                                      |                          |                      |                                            |                   |                                                                |                 |
| 45 | 5         | Risiko                                               | Lockdown                 | 14. Feb. 2021        | 4. Juni 2021                               | Anna Mastro       | Elizabeth Davis Beall & Robert Bella                           | 4,08 Mio.       |
| Stanton und West fahren trotz großer Spannungen weiter Streife. Sie sind die einzige Einheit auf der Straße, da auf dem Revier höchste Alarmstufe ausgerufen wurde. Nachdem Nolan zur Rezeption geschickt wurde, bemerkt er einen schäbigen Transporter auf dem Parkplatz vor dem Revier. Officer Nolan wird von einem Mann, der scheinbar nichts mehr in seinem Leben zu verlieren hat, als Geisel genommen. Während das Team versucht, den Verdächtigen so schnell wie möglich zu fassen, kommt es in der Beziehung zwischen Officer Jackson und seinem Ausbildungsoffizier Stanton zu einem Wendepunkt, der Jacksons Karriere beenden könnte. |           |                                                      |                          |                      |                                            |                   |                                                                |                 |
| 46 | 6         | Feuertaufe (Alternativ: Offenbarungen)               | Revelations              | 21. Feb. 2021        | 4. Juni 2021                               | C. Chi-Yoon Chung | Corey Miller & Fredrick Kotto                                  | 4,11 Mio.       |
| Officer Nolan hat jahrelang sein Bestes in der Praxis gegeben, um Polizist zu werden. Um ein vollständiger Ausbildungsoffizier zu werden, muss er jedoch fortan ebenfalls sein Können im Klassenzimmer beweisen. Indessen hegt Officer Chen den Wunsch, Vollzeit undercover zu arbeiten. |           |                                                      |                          |                      |                                            |                   |                                                                |                 |
| 47 | 7         | Ein gefallener Stern                                 | True Crime               | 28. Feb. 2021        | 11. Juni 2021                              | Bill Roe          | Alexi Hawley & Zoe Cheng                                       | 3,45 Mio.       |
| Das Team um Officer Nolan wird für eine True-Crime-Dokuserie interviewt. Dabei handelt es sich um den Fall des Kinderschauspielers Corey Harris, der als Erwachsener einen eigenen Kult gründete und später mit den Folgen seiner Vergangenheit konfrontiert wurde. |           |                                                      |                          |                      |                                            |                   |                                                                |                 |
| 48 | 8         | Böses Blut                                           | Bad Blood                | 28. März 2021        | 11. Juni 2021                              | Sylvain White     | Paula Puryear & Bill Rinier                                    | 3,86 Mio.       |
| Als der Sohn des bekannten Strafrichters Abazi entführt wird, untersucht Detective Lopez die Entführung und bittet Nolan und Harper um Hilfe. Aufgrund der vielen Feinde des Richters, hofft sie, dass ein alter Bekannter den entscheidenden Hinweis liefern kann. Am Tatort gefundene Spuren enthielten DNA von Oscar Hutchinson. Doch da der im Gefängnis sitzt, müssen Nolan und Harper ihn zur Mitarbeit bewegen. |           |                                                      |                          |                      |                                            |                   |                                                                |                 |
| 49 | 9         | Endspurt                                             | Amber                    | 4. Apr. 2021         | 18. Juni 2021                              | Bill Roe          | Brynn Malone & Natalie Callaghan                               | 3,80 Mio.       |
| Das Team erhält eine Vermisstenmeldung eines Neugeborenen, welches aus dem Krankenhaus gestohlen wurde. Sofort machen sich die Officers auf den Weg und bestreiten einen Wettlauf gegen die Zeit. In der Zwischenzeit scheint Angela anzufangen, ihr Selbstbewusstsein aufzubauen, und Lucy schließt endgültig mit ihrer Vergangenheit und der Beziehung zu Emmett ab. |           |                                                      |                          |                      |                                            |                   |                                                                |                 |
| 50 | 10        | Die Geiselnahme (Alternativ: Licht und Schatten)     | Man of Honor             | 11. Apr. 2021        | 18. Juni 2021                              | Sylvain White     | Elizabeth Davis Beall & Diana Mendez Boucher                   | 3,70 Mio.       |
| Im Polizeirevier herrscht ausgelassenene Stimmung, denn die einstigen Anwärter Chen und West sind offiziell keine Rookies mehr, sondern fertig ausgebildete Polizisten. An ihrem ersten Tag als vollwertige Polizisten arbeiten sie mit Nolan zusammen, um einen trügerischen Fall zu untersuchen. Officer Harper und Nolan werden zu einem laufenden Banküberfall gerufen. Während des Einsatzes entdecken sie, dass die Beweggründe des Täters tiefer liegen, als nur die Erbeutung des Geldes. |           |                                                      |                          |                      |                                            |                   |                                                                |                 |
| 51 | 11        | Überleben (Alternativ: Frisches Blut)                | New Blood                | 18. Apr. 2021        | 25. Juni 2021                              | Bill Roe          | Corey Miller & Zoe Cheng                                       | 3,81 Mio.       |
| Die Ausbildung der neuen Rookies wird durch Nolans Professorin Ryan überschattet, die glaubt Ziel einer Hetzkampagne zu sein. Nolan ist deshalb besonders besorgt. Nachdem das Autofenster von Professor Fiona Ryan eingeschlagen wurde, erklärt sich Officer Nolan bereit, vor ihrem Haus Wache zu halten. Die Sachbeschädigung steht in unmittelbarem Zusammenhang mit den seltsamen Notizen, die sie immer wieder erhält. Unterdessen steht Nolan der Entscheidung seines Sohnes Henry, das College hinzuschmeißen und einen Job bei Ben anzufangen, sehr skeptisch gegenüber.                                                                |           |                                                      |                          |                      |                                            |                   |                                                                |                 |
| 52 | 12        | Gebrochene Herzen (Alternativ: Entscheidung)         | Brave Heart (Heartbreak) | 2. Mai 2021          | 25. Juni 2021                              | Lisa Demaine      | Vincent Angell & Paula Puryear                                 | 4,00 Mio.       |
| Nachdem Nolans Sohn Henry ohnmächtig zusammengebrochen ist, treffen seine Kollegen im Krankenhaus ein, um ihm beizustehen. Er trifft auch seine Ex-Frau Sarah. Gemeinsam müssen sie nun eine schwierige Entscheidung treffen. |           |                                                      |                          |                      |                                            |                   |                                                                |                 |
| 53 | 13        | Stresstest                                           | Triple Duty              | 9. Mai 2021          | 2. Juli 2021                               | Bill Johnson      | Natalie Callaghan, Zoe Cheng & Paula Puryear Idee: Bill Rinier | 3,91 Mio.       |
| Nach einer blutigen Schießerei auf einem Friedhof versuchen Lopez, Bradford und Nolan einen Bandenkrieg zu verhindern, doch die angespannte Situation droht zu eskalieren. Nolan und Bradford geraten zwischen die Fronten eines Drogenkriegs. Sie hoffen, diesen entschärfen zu können, bevor Unschuldige zu Schaden kommen. Harper will unterdessen Chen überzeugen, undercover zu ermitteln. |           |                                                      |                          |                      |                                            |                   |                                                                |                 |
| 54 | 14        | Grenzen                                              | Threshold                | 16. Mai 2021         | 2. Juli 2021                               | Lisa Demaine      | Alexi Hawley                                                   | 3,77 Mio.       |
| Während einer Verfolgung eines Ladendiebs wird Officer Nolan verletzt. Der öffentliche Staatsanwalt will den Verdächtigen daraufhin des Angriffs beschuldigen, obwohl Nolan dies nicht als notwendig ansieht. In der Zwischenzeit wird Lopez’ Hochzeitslocation vom FBI beschlagnahmt. Lucy Chen beginnt ihre Arbeit als verdeckte Ermittlerin und muss sich bei gefährlichen Drogendealern beweisen. Nolan versucht unterdessen, Cesar Madrigal zu einer Aussage zu bewegen. |           |                                                      |                          |                      |                                            |                   |                                                                |                 |

## Staffel 4
Im Mai 2021 verlängerte ABC die Serie um eine vierte Staffel.
| Nr. (ges.) | Nr. (St.) | Deutscher Titel                          | Originaltitel       | Erstausstrahlung USA | Deutschsprachige Erstausstrahlung (D/A/CH) | Regie                       | Drehbuch                           | Zuschauer (USA) |
| ---------- | --------- | ---------------------------------------- | ------------------- | -------------------- | ------------------------------------------ | --------------------------- | ---------------------------------- | --------------- |
| 55         | 1         | Leben und Tod                            | Life and Death      | 26. Sep. 2021        | 25. Mai 2022                               | Bill Roe                    | Alexi Hawley                       | 3,03 Mio.       |
| 56         | 2         | Fünf Minuten                             | Five Minutes        | 3. Okt. 2021         | 25. Mai 2022                               | Lisa Demaine                | Brynn Malone                       | 3,09 Mio.       |
| 57         | 3         | In der Schusslinie                       | In the Line of Fire | 10. Okt. 2021        | 1. Juni 2022                               | Daniel Willis               | Robert Bella                       | 2,69 Mio.       |
| 58         | 4         | Feuer und Flamme                         | Red Hot             | 17. Okt. 2021        | 1. Juni 2022                               | Lisa Demaine Boucher        | Diana Mendez                       | 2,83 Mio.       |
| 59         | 5         | Anything Can Happen                      | A.C.H.              | 31. Okt. 2021        | 8. Juni 2022                               | Daniel Willis               | Zoe Cheng & Paula Puryear          | 2,64 Mio.       |
| 60         | 6         | Ausgleichende Gerechtigkeit              | Poetic Justice      | 7. Nov. 2021         | 8. Juni 2022                               | C. Chi Yoon Chung           | Bill Rinier & Natalie Callaghan    | 2,72 Mio.       |
| 61         | 7         | Feuergefecht                             | Fire Fight          | 14. Nov. 2021        | 15. Juni 2022                              | Tori Garrett                | Corey Miller                       | 2,59 Mio.       |
| 62         | 8         | Auf der Flucht                           | Hit and Run         | 5. Dez. 2021         | 15. Juni 2022                              | Bill Roe                    | Vincent Angell                     | 2,78 Mio.       |
| 63         | 9         | Veränderung                              | Breakdown           | 12. Dez. 2021        | 22. Juni 2022                              | C. Chi-Yoon Chung           | Alexi Hawley                       | 2,66 Mio.       |
| 64         | 10        | Herzschlag                               | Heart Beat          | 2. Jan. 2022         | 22. Juni 2022                              | SJ Main Muñoz               | Fredrick Kotto                     | 2,84 Mio.       |
| 65         | 11        | Endspiel                                 | End Game            | 9. Jan. 2022         | 29. Juni 2022                              | Tori Garrett                | Terence Paul Winter                | 2,85 Mio.       |
| 66         | 12        | Am Strand                                | The Knock           | 23. Jan. 2022        | 29. Juni 2022                              | Charissa Sanjarernsuithikul | Zoe Cheng                          | 2,83 Mio.       |
| 67         | 13        | Kampf oder Flucht                        | Fight or Flight     | 30. Jan. 2022        | 6. Juli 2022                               | Lanre Olabisi               | Brynn Malone                       | 3,19 Mio.       |
| 68         | 14        | Halvars Prüfung (Alternativ: Long Shot)  | Long Shot           | 27. Feb. 2022        | 6. Juli 2022                               | Fernando Sariñana           | Natalie Callaghan                  | 3,67 Mio.       |
| 69         | 15        | Der zweite Sohn                          | Hit List            | 6. März 2022         | 13. Juli 2022                              | Robert Bella                | Elizabeth Davis Beall              | 3,88 Mio.       |
| 70         | 16        | True Crime                               | Real Crime          | 13. März 2022        | 13. Juli 2022                              | Rob Seidenglanz             | Bill Rinier & Paula Puryear        | 3,29 Mio.       |
| 71         | 17        | Herzstillstand (Alternativ: Herzklopfen) | Coding              | 3. Apr. 2022         | 20. Juli 2022                              | Bill Roe                    | Nick Hurwitz & Sylvia Franklin     | 3,50 Mio.       |
| 72         | 18        | Verräter                                 | Backstabbers        | 10. Apr. 2022        | 20. Juli 2022                              | Tori Garrett                | Vincent Angell                     | 3,53 Mio.       |
| 73         | 19        | Explosive Ladung                         | Simone              | 24. Apr. 2022        | 27. Juli 2022                              | Liz Friedlander             | Alexi Hawley & Terence Paul Winter | 3,95 Mio.       |
| 74         | 20        | FBI                                      | Enervo              | 1. Mai 2022          | 27. Juli 2022                              | Bill Roe                    | Alexi Hawley & Terence Paul Winter | 4,17 Mio.       |
| 75         | 21        | Muttertag                                | Mother’s Day        | 8. Mai 2022          | 3. Aug. 2022                               | Lisa Demaine                | Diana Mendez & Fredrick Kotto      | 3,68 Mio.       |
| 76         | 22        | In der Einöde                            | Day in the Hole     | 15. Mai 2022         | 3. Aug. 2022                               | Alexi Hawley                | Alexi Hawley                       | 5,65 Mio.       |

## Staffel 5
Im März 2022 wurde die Serie um eine fünfte Staffel verlängert.
| Nr. (ges.) | Nr. (St.) | Deutscher Titel           | Originaltitel          | Erstausstrahlung USA | Deutschsprachige Erstausstrahlung (D/A/CH) | Regie             | Drehbuch                      | Zuschauer (USA) |
| ---------- | --------- | ------------------------- | ---------------------- | -------------------- | ------------------------------------------ | ----------------- | ----------------------------- | --------------- |
| 77         | 1         | Der Prozess               | Double Down            | 25. Sep. 2022        | 5. Juli 2023                               | Tori Garrett      | Alexi Hawley                  | 3,36 Mio.       |
| 78         | 2         | Neue Wege                 | Labor Day              | 2. Okt. 2022         | 12. Juli 2023                              | Rob Seidenglanz   | Elizabeth Davis Beall         | 2,93 Mio.       |
| 79         | 3         | Die Jäger                 | Dye Hard               | 9. Okt. 2022         | 19. Juli 2023                              | Bethany Rooney    | Natalie Callaghan             | 3,12 Mio.       |
| 80         | 4         | Die Henkersmahlzeit       | The Choice             | 16. Okt. 2022        | 26. Juli 2023                              | Bill Roe          | Fredrick Kotto                | 3,08 Mio.       |
| 81         | 5         | Der Flüchtige             | The Fugitive           | 23. Okt. 2022        | 2. Aug. 2023                               | Cherie Nowlan     | Diana Mendez Boucher          | 3,40 Mio.       |
| 82         | 6         | Alte Wunden               | The Reckoning          | 30. Okt. 2022        | 2. Aug. 2023                               | Lanre Olabisi     | Leland Jay Anderson           | 3,52 Mio.       |
| 83         | 7         | Kreuzfeuer                | Crossfire              | 6. Nov. 2022         | 9. Aug. 2023                               | Jon Huertas       | Glen Mazzara                  | 3,02 Mio.       |
| 84         | 8         | Das Halsband              | The Collar             | 4. Dez. 2022         | 9. Aug. 2023                               | Robert Bella      | Paula Puryear                 | 3,75 Mio.       |
| 85         | 9         | Rückschlag                | Take Back              | 4. Dez. 2022         | 16. Aug. 2023                              | David McWhirter   | Alexi Hawley                  | 3,65 Mio.       |
| 86         | 10        | Die Liste                 | The List               | 3. Jan. 2023         | 16. Aug. 2023                              | Robert Bella      | Vincent Angell                | 4,69 Mio.       |
| 87         | 11        | Die Nackten und die Toten | The Naked and the Dead | 10. Jan. 2023        | 23. Aug. 2023                              | Chi-Yoon Chung    | Steph Garcia                  | 4,03 Mio.       |
| 88         | 12        | Die Transplantation       | Death Notice           | 17. Jan. 2023        | 23. Aug. 2023                              | Tori Garrett      | Brynn Malone                  | 4,78 Mio.       |
| 89         | 13        | Daddy Cop                 | Daddy Cop              | 24. Jan. 2023        | 30. Aug. 2023                              | Anne Renton       | Fredrick Kotto                | 4,37 Mio.       |
| 90         | 14        | Todesurteil               | Death Sentence         | 31. Jan. 2023        | 30. Aug. 2023                              | Faye Brenner      | Diana Mendez Boucher          | 4,77 Mio.       |
| 91         | 15        | Die Falle                 | The Con                | 14. Feb. 2023        | 6. Sep. 2023                               | Bill Roe          | Leland Jay Anderson           | 4,10 Mio.       |
| 92         | 16        | Armee der Freiheit        | Exposed                | 21. Feb. 2023        | 6. Sep. 2023                               | Ryan Krayser      | Paula Puryear                 | 4,15 Mio.       |
| 93         | 17        | Lebenslügen               | The Enemy Within       | 28. Feb. 2023        | 13. Sep. 2023                              | Lanre Olabisi     | Vincent Angell                | 4,11 Mio.       |
| 94         | 18        | Double Trouble            | Double Trouble         | 21. März 2023        | 13. Sep. 2023                              | Jon Huertas       | Caroline Bible & Glen Mazzara | 3,95 Mio.       |
| 95         | 19        | Die Welt hat ein Loch     | A Hole in the World    | 28. März 2023        | 20. Sep. 2023                              | T.K. Shom         | Brynn Malone                  | 4,47 Mio.       |
| 96         | 20        | Rein hypothetisch         | S.T.R                  | 18. Apr, 2023        | 20. Sep. 2023                              | C. Chi-Yoon Chung | Natalie Callaghan             | 3,61 Mio.       |
| 97         | 21        | Das Bein                  | Going Under            | 25. Apr. 2023        | 27. Sep. 2023                              | Anne Renton       | Alexi Hawley & Brynn Malone   | 3,55 Mio.       |
| 98         | 22        | Unter Beschuss            | Under Siege            | 2. Mai 2023          | 27. Sep. 2023                              | Bill Roe          | Alexi Hawley                  | 4,33 Mio.       |

## Staffel 6
Im April 2023 wurde die Serie um eine sechste Staffel verlängert. Wegen des Autorenstreiks durch die Writers Guild of America im Jahr 2023 umfasst diese Staffel nur zehn Folgen.
| Nr. (ges.) | Nr. (St.) | Deutscher Titel        | Originaltitel       | Erstausstrahlung USA | Deutschsprachige Erstausstrahlung (D/A/CH) | Regie             | Drehbuch                                    | Zuschauer (USA) |
| ---------- | --------- | ---------------------- | ------------------- | -------------------- | ------------------------------------------ | ----------------- | ------------------------------------------- | --------------- |
| 99         | 1         | Die letzte Schicht     | Strike Back         | 20. Feb. 2024        | 1. Mai 2024                                | Bill Roe          | Alexi Hawley                                | 3,77 Mio.       |
| 100        | 2         | Die Hochzeit von Nolan | The Hammer          | 27. Feb. 2024        | 8. Mai 2024                                | Alexi Hawley      | Alexi Hawley & Brynn Malone                 | 3,29 Mio.       |
| 101        | 3         | Wolken im Paradies     | Trouble in Paradise | 5. März 2024         | 15. Mai 2024                               | TK Shom           | Madeleine Coghlan & Glen Mazzara            | 3,49 Mio.       |
| 102        | 4         | Trainingstag           | Training Day        | 26. März 2024        | 22. Mai 2024                               | Tori Garrett      | Fredrick Kotto & Natalie Callaghan          | 3,06 Mio.       |
| 103        | 5         | Der Schwur             | The Vow             | 2. Apr. 2024         | 29. Mai 2024                               | C. Chi-Yoon Chung | Vincent Angell & Diana Mendez Boucher       | 3,40 Mio.       |
| 104        | 6         | Geheimnisse und Lügen  | Secrets and Lies    | 9. Apr. 2024         | 5. Juni 2024                               | Alexi Hawley      | Elizabeth Davis Beall & Leland Jay Anderson | 3,31 Mio.       |
| 105        | 7         | Babysitting            | Crushed             | 30. Apr. 2024        | 12. Juni 2024                              | Tori Garrett      | Brynn Malone & Natalie Callaghan            | 3,72 Mio.       |
| 106        | 8         | Mad Dog                | Punch Card          | 7. Mai 2024          | 19. Juni 2024                              | Lanre Olabisi     | Vincent Angell & Fredrick Kotto             | 2,87 Mio.       |
| 107        | 9         | Druck                  | The Squeeze         | 14. Mai 2024         | 26. Juni 2024                              | Michael Goi       | Diana Mendez Boucher & Leland Jay Anderson  | 2,98 Mio.       |
| 108        | 10        | Fluchtplan             | Escape Plan         | 21. Mai 2024         | 3. Juli 2024                               | Bill Roe          | Alexi Hawley                                | 3,14 Mio.       |

## Staffel 7
Im April 2024 wurde die Serie um eine siebte Staffel verlängert. Die Erstausstrahlung ist seit dem 7. Januar 2025 bei ABC zu sehen.
| Nr. (ges.) | Nr. (St.) | Deutscher Titel              | Originaltitel                    | Erstausstrahlung USA | Deutschsprachige Erstausstrahlung (D/A/CH) | Regie           | Drehbuch                               | Zuschauer (USA) |
| ---------- | --------- | ---------------------------- | -------------------------------- | -------------------- | ------------------------------------------ | --------------- | -------------------------------------- | --------------- |
| 109        | 1         | Der Schuss                   | The Shot                         | 7. Jan. 2025         | 24. Jan. 2025                              | Alexi Hawley    | Alexi Hawley                           | 3,41 Mio.       |
| 110        | 2         | The Watcher                  | The Watcher                      | 14. Jan. 2025        | 31. Jan. 2025                              | Bill Roe        | Natalie Callaghan                      | 3,45 Mio.       |
| 111        | 3         | Out of the Box               | Out of Pocket                    | 21. Jan. 2025        | 7. Feb. 2025                               | Tessa Blake     | Jenny Lynn                             | 3,34 Mio.       |
| 112        | 4         | Dunkelheit                   | Darkness Falling                 | 28. Jan. 2025        | 14. Feb. 2025                              | John Hyams      | Madeleine Coghlan                      | 2,56 Mio.       |
| 113        | 5         | Bis dass der Tod             | Til Death                        | 4. Feb. 2025         | 21. Feb. 2025                              | Jennifer Lynch  | Nick Hurwitz                           | 2,55 Mio.       |
| 114        | 6         | Die Gala                     | The Gala                         | 11. Feb. 2025        | 28. Feb. 2025                              | Lanre Olabisi   | Moira Kirland                          | 2,77 Mio.       |
| 115        | 7         | Der letzte Tag               | The Mickey                       | 18. Feb. 2025        | 7. März 2025                               | Tara Miele      | Amanda Mercedes                        | 3,31 Mio.       |
| 116        | 8         | Das Feuer                    | Wildfire                         | 25. Feb. 2025        | 14. März 2025                              | Michael Goi     | Brynn Malone                           | 3,12 Mio.       |
| 117        | 9         | Der Kuss                     | The Kiss                         | 11. März 2025        | 21. März 2025                              | Bill Roe        | Elizabeth Davis Beall & Fredrick Kotto | 3,29 Mio.       |
| 118        | 10        | Chaos                        | Chaos Agent                      | 18. März 2025        | 28. März 2025                              | Tasha Smith     | Alexi Hawley                           | 3,27 Mio.       |
| 119        | 11        | Speed                        | Speed                            | 25. März 2025        | 4. Apr. 2025                               | Daryn Okada     | Natalie Callaghan                      | 3,72 Mio.       |
| 120        | 12        | April, April                 | April Fools                      | 1. Apr. 2025         | 11. Apr. 2025                              | Ryan Krayser    | Aleks Biskis & Chelsea Urech           | 3,27 Mio.       |
| 121        | 13        | Drei Billboards              | Three Billboards                 | 8. Apr. 2025         | 18. Apr. 2025                              | Gina Lamar      | Amanda Mercedes                        | 3,21 Mio.       |
| 122        | 14        | Mad About Murder             | Mad About Murder                 | 15. Apr. 2025        | 25. Apr. 2025                              | Dinh Thai       | Madeleine Coghlan                      | 2,97 Mio.       |
| 123        | 15        | Westview                     | A Deadly Secret                  | 22. Apr. 2025        | 2. Mai 2025                                | Ashley Williams | Nick Hurwitz                           | 2,83 Mio.       |
| 124        | 16        | Die Rückkehr                 | The Return                       | 29. Apr. 2025        | 9. Mai 2025                                | John Terlesky   | Moira Kirland                          | 2,84 Mio.       |
| 125        | 17        | Meuterei und Kopfgeld        | Mutiny And The Bounty            | 6. Mai 2025          | 16. Mai 2025                               | Rob Seidenglanz | Brynn Malone                           | 3,11 Mio.       |
| 126        | 18        | Das Gute, das Böse und Oscar | The Good, The Bad, And The Oscar | 13. Mai 2025         | 23. Mai 2025                               | Bill Roe        | Alexi Hawley                           | 3,02 Mio.       |